# Albert Voorn
Albert Bernard Voorn, född den 23 maj 1956 i Hilversum i Nederländerna, är en nederländsk ryttare.
Han tog OS-silver i den individuella hoppningen i samband med de olympiska ridsporttävlingarna 2000 i Sydney.